# Comte
|  | Per a altres significats, vegeu «Auguste Comte». |

Corona comtal

Comte (antigament cómite o en llatí comes) és un títol nobiliari inferior al de marquès i superior al de vescomte o, on no n'hi ha, al de baró. Es compta entre els títols nobiliaris amb què els monarques mostren la seva gratitud a certes persones per serveis prestats a la pàtria o fites en determinats camps, com ara literari, científic o d'altres. En l'alta edat mitjana, el comte era el representant civil del rei. El seu nom deriva del llatí "comes" (acompanyant) perquè eren els acompanyants de l'emperador romà.
Aquest reconeixement sol dur associat un determinat tractament associat, però actualment, a Espanya, no concedeix cap mena de privilegi. Abans rebien terres (el comtat) o exempcions d'impostos, entre altres gràcies. Es va donar el cas d'haver-hi comtats sobirans i independents com els anomenats Comtats catalans. Des del segle xix, però, aquest títol és simplement honorífic.

## Línia d'honor dels títols nobiliaris
| Emperador | Rei | Príncep | Infant | Duc | Marquès | Comte | Vescomte | Baró | Senyor | Castlà |
| --------- | --- | ------- | ------ | --- | ------- | ----- | -------- | ---- | ------ | ------ |

## Comtes als Països Catalans
A les terres de parla catalana hi ha molts comtes:
Antigament sobirans:
- Comte de Barcelona
- Comte de Besalú
- Comte de Cerdanya
- Comte de Conflent
- Comte de Girona
- Comte d'Empúries
- Comte d'Osona
- Comte de Pallars
- Comte de Ribagorça
- Comte de Rosselló
- Comte d'Urgell

De títol honorífic:
- Comte de Cocentaina.